# NGC 2205
NGC 2205 est une très vaste galaxie lenticulaire relativement éloignée et située dans la constellation du Peintre.  NGC 2205 a été découverte par l'astronome britannique John Herschel en 1836.

## Caractéristiques
Sa vitesse par rapport au fond diffus cosmologique est de 8 468 ± 16 km/s, ce qui correspond à une distance de Hubble de 124,9 ± 8,8 Mpc (∼407 millions d'al).
À ce jour, une mesure non basée sur le décalage vers le rouge (redshift) donne une distance d'environ 79,700 Mpc (∼260 millions d'al). Cette valeur est loin à l'extérieur des valeurs de la distance de Hubble.